# Spodnja Dobrava (Radovljica, Slovenija)
Spodnja Dobrava je naselje u slovenskoj Općini Radovljici. Spodnja Dobrava se nalazi u pokrajini Gorenjskoj i statističkoj regiji Gorenjskoj. 

## Stanovništvo
Prema popisu stanovništva iz 2002. godine naselje je imalo 50 stanovnika.